# Conservazione e restauro di oggetti in avorio

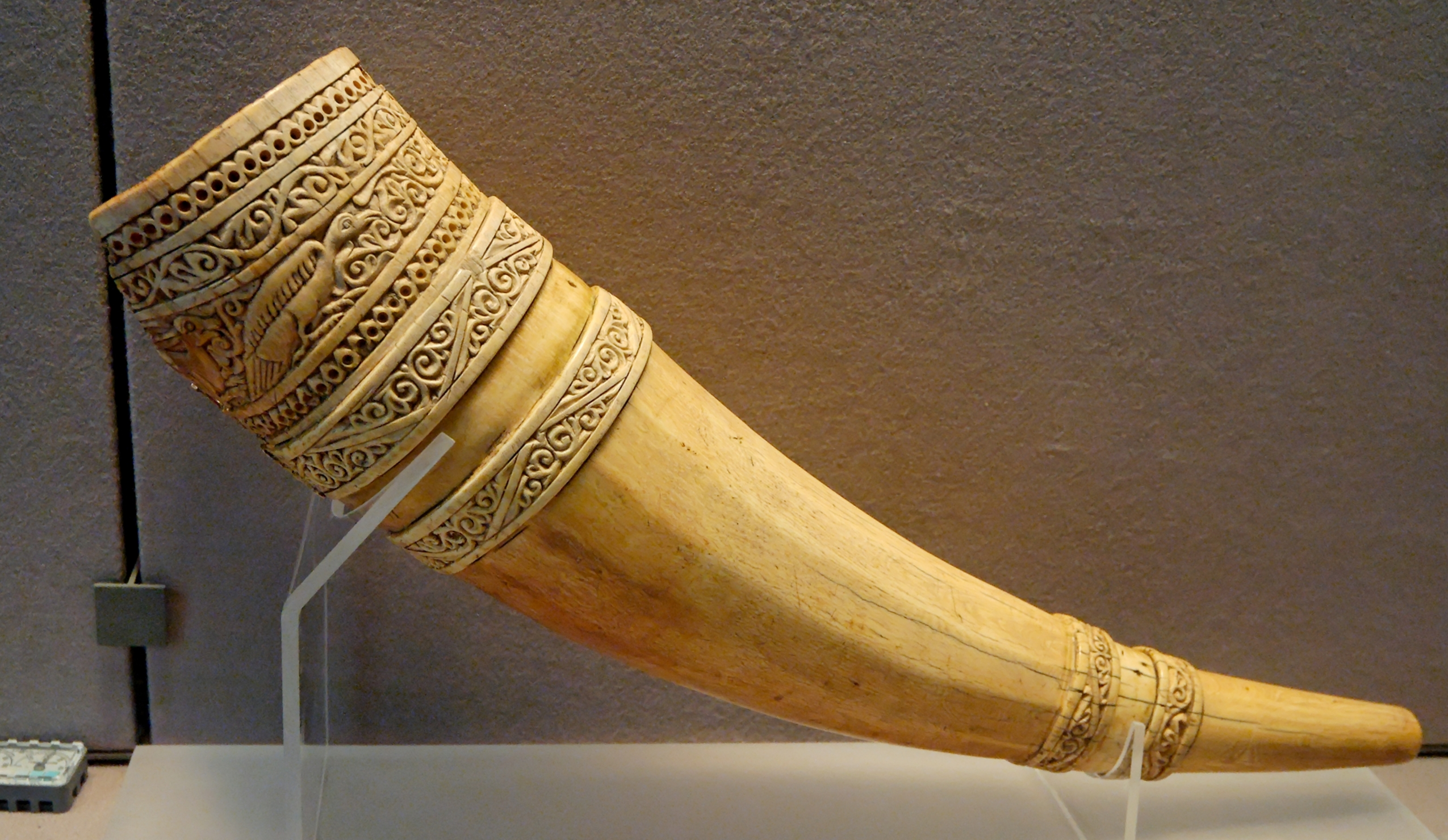
Zanna di elefante scolpita in Italia, fine XI secolo. Louvre, Parigi.

La conservazione e il restauro di oggetti in avorio è il processo di mantenimento e conservazione di oggetti in avorio o che includono tale materiale. La conservazione e il restauro mirano a preservare il materiale e la forma fisica dell'avorio insieme alla documentazione sullo stato e sul trattamento degli oggetti. Le attività dedicate alla conservazione degli oggetti in avorio includono la prevenzione degli agenti di deterioramento che si collegano specificamente all'avorio come materiale, la conservazione preventiva e il trattamento di tali oggetti. Conservatori, curatori, collection manager e altro personale del museo sono incaricati di prendere le precauzioni necessarie per garantire che gli oggetti in avorio siano ben mantenuti, conservati e restaurati.
L'avorio si trova nelle zanne o i nei denti di alcuni animali ed è un materiale morbido e malleabile. Spesso utilizzato in oggetti decorativi e pratici, l'avorio può essere intarsiato e utilizzato come aggiunta all'interno di oggetti realizzati con altri materiali come metallo e legno. Un'opera decorativa in avorio popolare è lo scrimshaw, che è avorio inciso con pigmenti neri o colorati. L'avorio è stato manipolato fin dalla preistoria ed è stato utilizzato nella religione, come materiale per costruire gioielli, tasti del pianoforte, oggetti di arti decorative e per creare altri tipi di prodotti. La richiesta di avorio ha messo in pericolo alcuni animali, tra cui l’elefante africano e quello asiatico. L'avorio è un materiale ambito in tutta Europa, Africa e Asia, illustrato in oggetti religiosi, arte e dimostrazione di ricchezza. Negli ultimi decenni l'avorio è stato utilizzato principalmente nel mercato dei gioielli e dei souvenir.

## Avorio

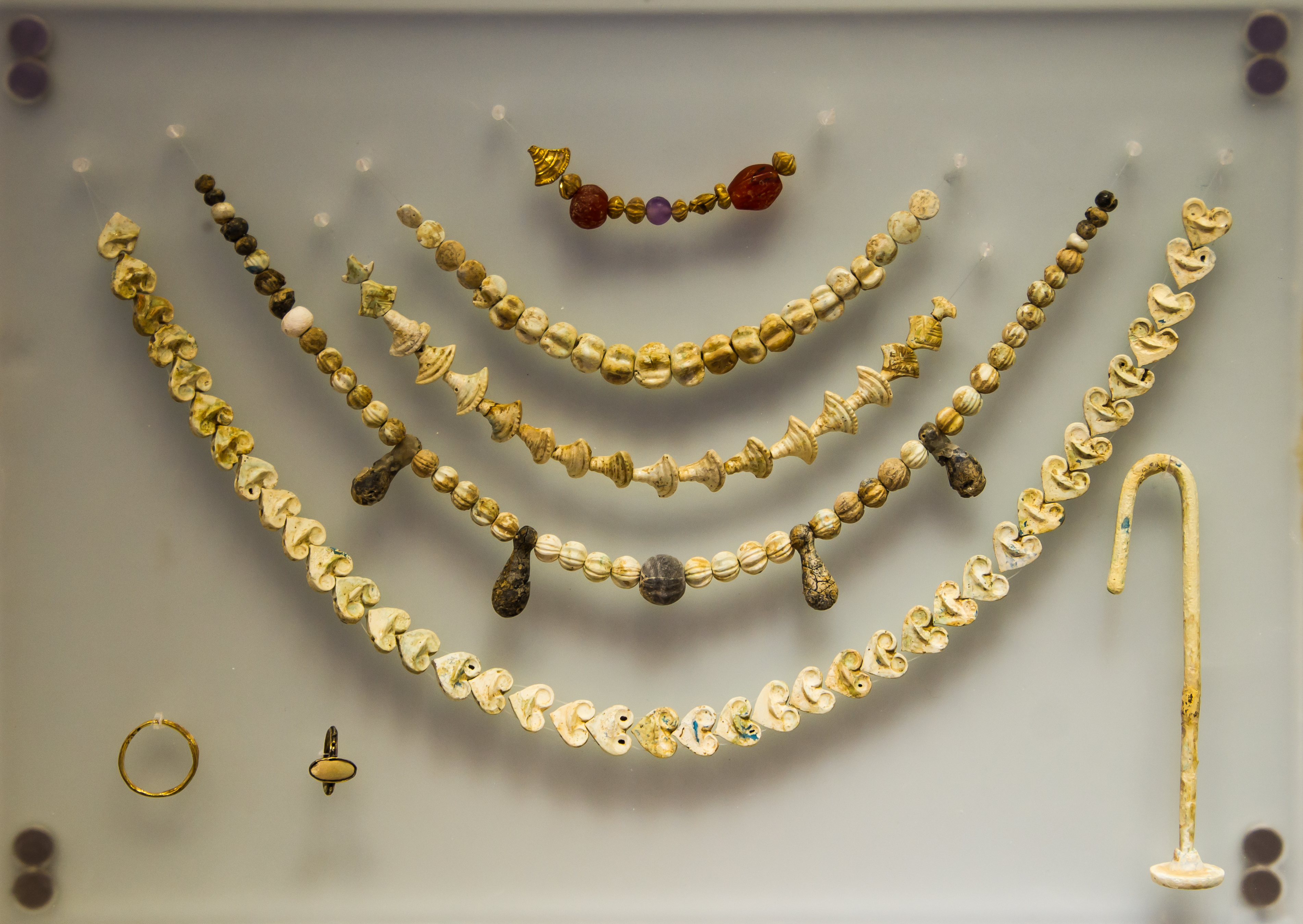
Serie di collane e gioielli minoici, principalmente in osso e avorio. Heraklion, Creta Grecia.

L'avorio deriva dalle zanne e dai denti insolitamente grandi o sporgenti di alcuni animali, come elefanti e trichechi. È costituito da dentina e da componenti sia organici (per la crescita e la riparazione) che inorganici (rigidità e resistenza). Essendo organico e inorganico, l'avorio è estremamente sensibile e reattivo.

### Tipi di avorio
Comprendere i diversi tipi di avorio è importante in quanto può influire sul tipo di conservazione e restauro scelto. Può anche determinare i materiali da utilizzare per la manutenzione dell'avorio. Una scelta errata di questi materiali può infatti influire negativamente sulla conservazione dell'avorio.

#### Elefante e mammut
L'avorio di elefante e di mammut proviene dai due incisivi superiori modificati. Le zanne di alcuni elefanti africani maschi possono crescere fino a 2 metri (6 piedi e mezzo) e pesare fino a 45 chilogrammi (100 libbre). Le zanne hanno una cavità pulpare nel punto in cui la radice e i tessuti molli si attaccano alla mascella e che si estende per circa un terzo della zanna.

#### Tricheco
L'avorio di tricheco è solido per tutta la sua lunghezza con un centro di dentina secondaria invece di una cavità pulpare. È caratterizzato in sezione trasversale dal nucleo centrale che ha un aspetto marmorizzato circondato dallo strato liscio di dentina di colore bianco crema. I suoi denti d'avorio possono crescere fino a 1 metro (3 ¼ piedi) di lunghezza.

#### Facocero
L'avorio del facocero proviene dai canini superiori e inferiori e sono fortemente ricurvi. Generalmente ha sezioni trasversali quadrate e ha un aspetto screziato. Quando si utilizza una lente d'ingrandimento, la dentina del cinghiale mostra linee concentriche irregolarmente spaziate con spessore variabile.

#### Narvalo
L'avorio del narvalo proviene da un unico incisivo sinistro che possiedono gli esemplari maschi. Si distingue per la sua forma a spirale. Tali incisivi possono crescere fino a 2 – 7 metri (6 ½ – 23 piedi) di lunghezza.

#### Ippopotamo
I canini e gli incisivi superiori e inferiori sono le fonti più comuni di avorio di ippopotamo e ciascuno ha una morfologia grossolana distintiva. Usando una lente d'ingrandimento, si può vedere una serie fitta di sottili linee concentriche, che possono essere distanziate regolarmente o irregolarmente. L'orientamento di queste linee seguirà la forma complessiva del dente. L'avorio di ippopotamo è più duro e opaco dell'avorio di elefante o di tricheco.
I canini superiori sono ricurvi e hanno una sezione trasversale ovale o arrotondata. I canini inferiori sono i denti più grandi e sono fortemente ricurvi. Nella loro sezione trasversale sono triangolari.

#### Capodoglio e orca assassina
Sia il capodoglio che l'orca hanno denti di forma conica con una piccola quantità di smalto sulle punte e il resto del dente ricoperto di cemento. Le sezioni trasversali dei denti sono arrotondate o ovali. Una caratteristica è che la dentina si forma in strati che alternano le direzioni conferendole un aspetto fasciato. I loro denti sono secondi in durezza all'avorio di ippopotamo. I denti del capodoglio possono crescere fino a 20 cm (8 pollici) di lunghezza mentre i denti dell'orca sono leggermente più piccoli e mostrano due lievi rientranze periferiche. Possono anche mostrare un lieve motivo a rosetta nella sezione trasversale della dentina.

#### Avorio francese
L'avorio francese è un materiale sintetico tipicamente composto da nitrato di cellulosa pigmentato e/o caseina. Questo tipo di avorio veniva comunemente prodotto tra la fine del XIX secolo e l'inizio del XX secolo. Sembra avorio di elefante e può avere motivi a linee che si intersecano, ma il motivo è più uniforme e regolare dell'avorio naturale. Questo avorio verrà occasionalmente contrassegnato come sintetico mentre "Avorio francese" o "Avorio indiano" sono segni comuni. Si distingue dall'avorio naturale per il suo peso più leggero e la colorazione più uniforme.
Il nitrato di cellulosa può essere identificato con un test chimico spot (ossia semplici procedure chimiche che identificano in modo univoco una sostanza) utilizzando difenilammina. Questo avorio può degradarsi e produrre azoto acido e ossidante. È noto che i gas di ossido bruciano spontaneamente, quindi se questo tipo di avorio mostra qualche deterioramento deve essere tenuto lontano dal resto della collezione.

#### Avorio vegetale
L'avorio vegetale deriva da numerose noci di palma dense originarie dell'Africa, del Sud America e del Pacifico meridionale. È un materiale cellulosico. Crescono fino a un massimo di 5 cm (circa 2 pollici) di diametro.

#### Miscele composite
Possono essere varie miscele tra cui polvere d'avorio, resina stirene, carbonato di calcio e adesivo, caseina e indurente.

#### Plastica
Una plastica brevettata di nitrato di cellulosa e canfora fu sviluppata a metà del XIX secolo come sostituto dell'avorio. Altri esempi includono resine poliestere e fenoliche. La plastica a volte è laminata per mostrare una superficie striata che ricorda l'avorio, ma il motivo ad arco intersecato tipico dell'avorio non può essere riprodotto in modo realistico.

## Agenti di deterioramento

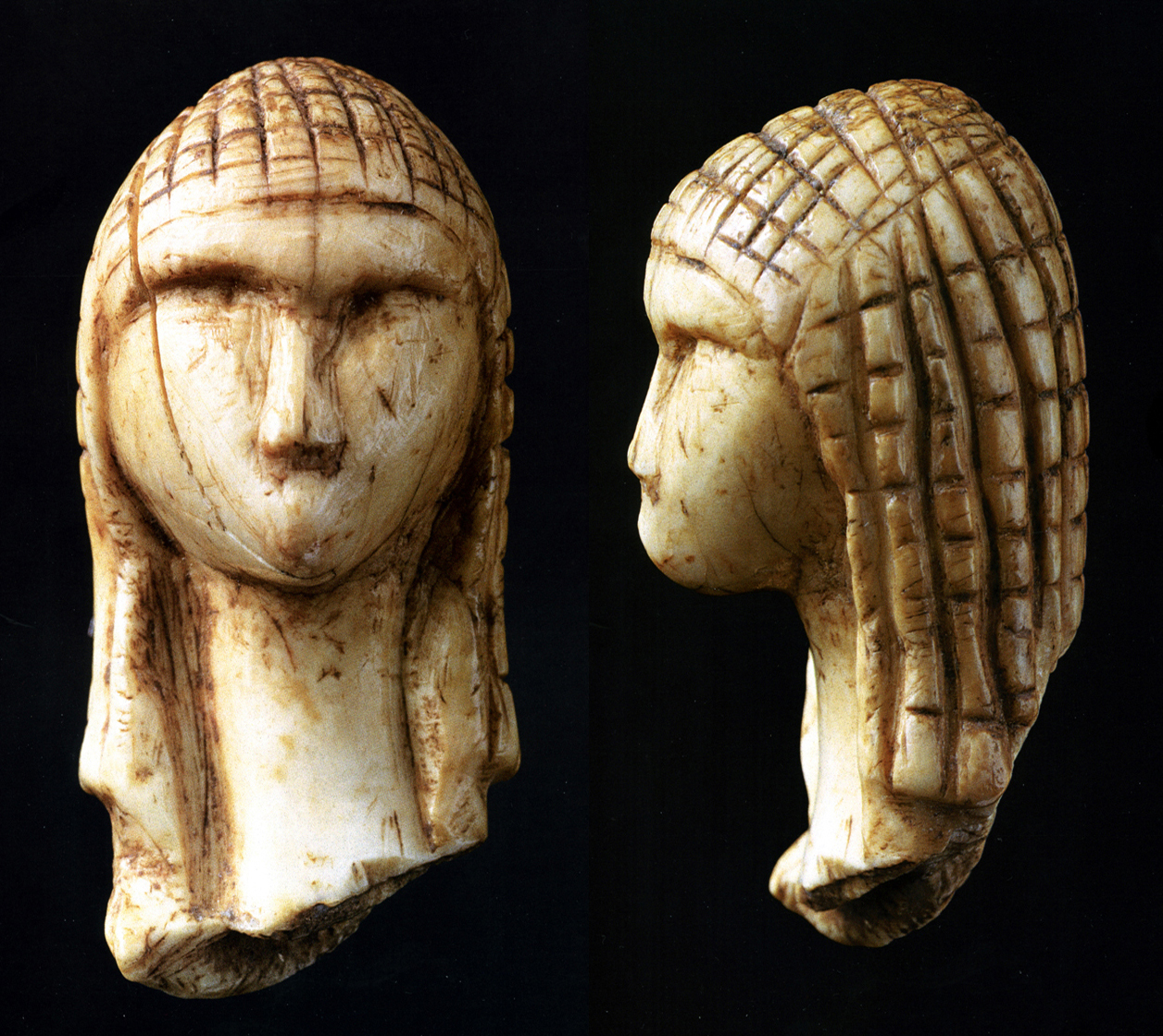
Signora di Brassempouy, XXV millennio a.C.

L'avorio è suscettibile ad alcune sfide per la sua conservazione. Per proteggere l'avorio dai danni, i conservatori dovrebbero determinare gli agenti che minacciano la sua composizione materiale. Gli agenti di deterioramento includono quanto segue:
Forze fisiche
L'avorio è molto fragile e suscettibile a screpolature, scheggiature e rotture. È poroso, fragile e soggetto a danni da impatto e delaminazione. Ciò può essere causato da errori umani come cadute, urti o maneggiamenti errati. Può anche derivare da un'errata esposizione e conservazione, ad esempio se è esposto in scaffali instabili o con mancanza di imbottitura di protezione.
Fuoco
Un'attenzione particolare si applica all'avorio francese. Poiché è solitamente composto da nitrato di cellulosa, è potenzialmente infiammabile e deve essere tenuto lontano da fonti di calore o di ignizione.
Parassiti
L'osso, l'avorio e il corno vengono raramente attaccati dagli insetti, ma il corno viene spesso gravemente danneggiato dalle larve degli "scarabei dei tappeti" e delle "tarme dei vestiti".
Luce, ultravioletti e infrarossi
L'avorio, l'osso e il corno devono essere tenuti lontani dalla luce intensa come i riflettori o la luce solare diretta. La luce intensa può aumentare la temperatura superficiale dell'oggetto. Se esposto alla luce, l'avorio può macchiarsi o sbiancarsi e la luce ultravioletta può farlo ingiallire.
Umidità relativa non corretta
L'avorio è igroscopico e anisotropo, il che significa che assorbe o rilascia umidità al variare di essa. L'avorio tende a restringersi, gonfiarsi, rompersi, spaccarsi e/o deformarsi in caso di esposizione a condizioni estreme o fluttuazioni di umidità relativa e temperatura. Una bassa umidità relativa provoca essiccazione, restringimento e screpolature, mentre un'umidità relativa elevata può causare deformazioni e rigonfiamenti.
Ladri e vandali
Gli oggetti in avorio potrebbero provenire da commercio illegale, quindi è importante sapere di che tipo di avorio è fatto l'oggetto e la sua provenienza.
Acqua
I componenti organici dell'avorio sono chiamati osseina, che viene decomposta per idrolisi e dopo un'esposizione a lungo termine può far sì che l'avorio si trasformi in una sostanza simile a una spugna. Anche per scopi di pulizia, l'acqua può danneggiare l'avorio, quindi dovrebbe essere evitata.
Inquinanti
I metalli corrosi e colorati possono macchiare l'avorio e non devono essere posizionati vicino ad essi. La polvere può essere rimossa dall'avorio utilizzando una spazzola morbida.
Temperatura errata
Sebbene l'avorio sia più suscettibile alle fluttuazioni dell'umidità relativa, dovrebbe essere mantenuto a una temperatura stabile che non superi i 25°C (77°F). L'avorio si deforma alle alte temperature, pertanto è necessario evitare condizioni di temperatura estreme.
Dissociazione
La dissociazione è il risultato della perdita di un oggetto o di dati relativi ad esso. Tentare di rimuovere la patina dell'avorio o di pulire o riparare un oggetto in avorio in cattive condizioni può causare danni e portare alla perdita di preziose informazioni sulle origini dell'oggetto o sul metodo di produzione.

## Conservazione preventiva

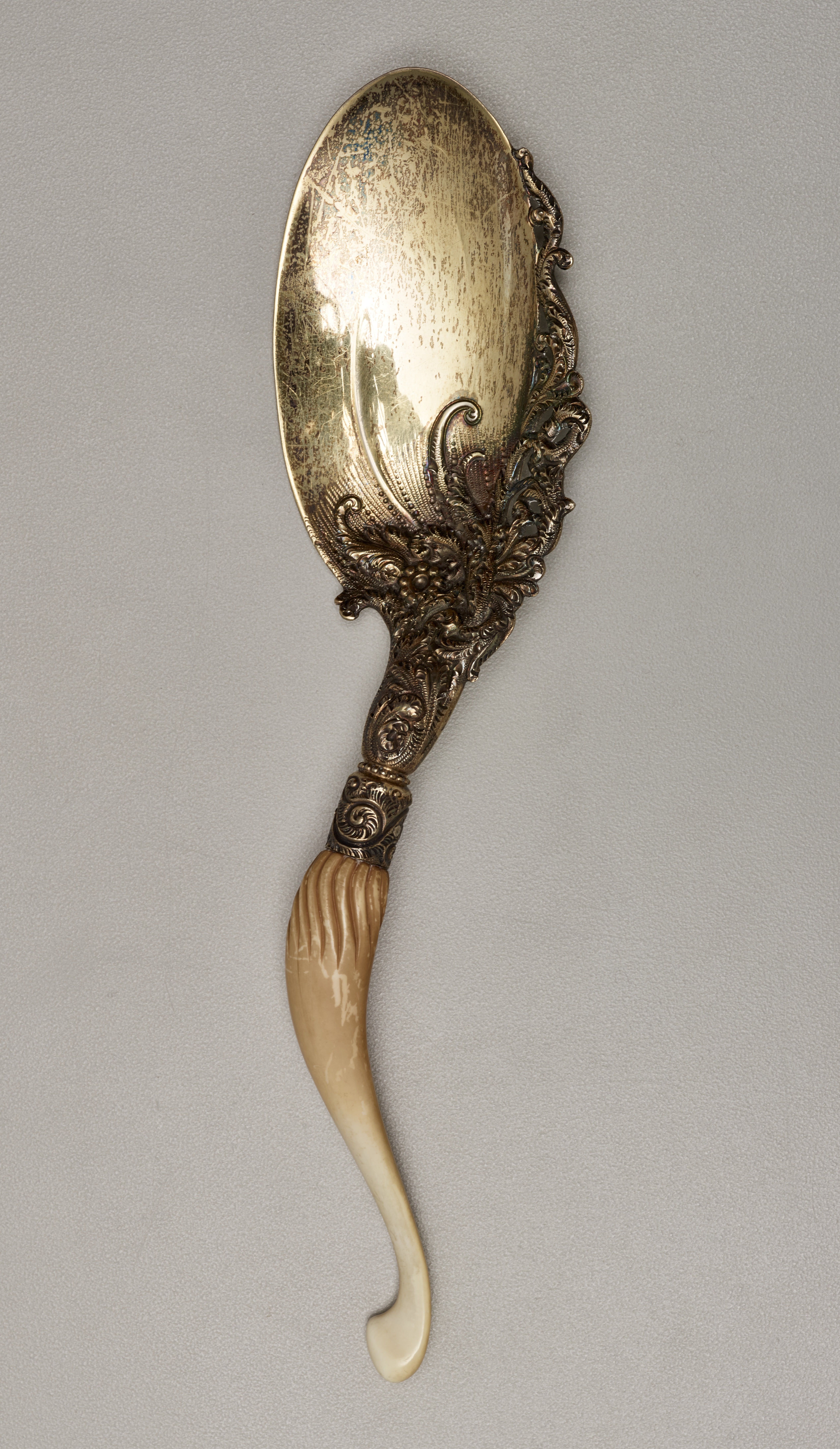
Un cucchiaio da gelatina in argento con manico in avorio e decorazioni dorate, realizzato dalla Whiting Manufacturing Co. nel 1890.

### Gestione
Quando si lavora con oggetti in avorio è importante indossare guanti di cotone bianco e, se non ne sono disponibili, assicurarsi di lavarsi accuratamente le mani prima di toccare l'oggetto. Poiché l'avorio è un materiale poroso, è suscettibile alle macchie. L'avorio ingiallirà e/o diventerà più scuro con il contatto ripetuto con la pelle, gli acidi grassi e gli oli.

### Temperatura e umidità relativa
L'avorio è un materiale igroscopico, il che significa che assorbe e rilascia umidità con il variare di essa. È molto reattivo al suo ambiente con i cambiamenti più gravi legati alla temperatura e all'umidità relativa. Quest'ultima idealmente è compresa tra il 45 e il 55% e la temperatura è di 21°C (70°F). Se l'umidità relativa è troppo bassa può causare essiccazione, restringimento e screpolature. Quando è troppo elevata può causare deformazioni e rigonfiamenti dell'avorio. Se supera il 60% per un periodo prolungato, è possibile che si sviluppi della muffa sull'avorio. Si tratterà di una crescita di peli di colore bianco e verdastro che richiederà particolare cura e pulizia.
La ricerca ha scoperto che la temperatura non ha un impatto così grande sulla condizione dell'avorio quanto l'umidità relativa. Grandi fluttuazioni della temperatura o dell'umidità relativa sono dannose. Quando la temperatura oscilla da normale a elevata, l'avorio si espande e si contrae. Le temperature elevate possono anche provocare una serie di cambiamenti di colore.

### Illuminazione
La luce solare e artificiale può danneggiare la superficie dell'avorio facendogli perdere colore (patina) e rendendola più fragile. Le vetrine illuminate dal sole o con riflettori, così come qualsiasi vetrina chiusa in cui il calore può accumularsi dalle lampadine interne, causeranno ulteriori danni all'avorio. Le aree di stoccaggio scure aiuteranno a prevenire danni agli oggetti in avorio.
L'illuminazione è mantenuta a 5 foot-candle (un'unità di misura non-SI [ossia non internazionale] di illuminamento o intensità della luce).

### Lotta integrata contro i parassiti
L'avorio viene attaccato molto raramente dagli insetti, ma trae vantaggio dall'essere regolarmente ispezionato per garantire l'assenza di attività parassitarie. Roditori o altri piccoli mammiferi possono causare danni strutturali masticando la superficie dell'avorio. Mantenere una buona pulizia e avere un programma integrato di gestione dei parassiti aiuterà a prevenire le infestazioni.

### Conservazione corretta
Vetrine o contenitori ermeticamente chiusi forniranno protezione da eventuali sbalzi improvvisi di temperatura, umidità relativa, sporco e polvere. I cassetti portaoggetti rivestiti con un materiale ammortizzante chimicamente stabile, ad esempio polietilene o polipropilene, proteggeranno la superficie dell'avorio. Un'altra opzione per la conservazione è avvolgerlo in carta velina non tamponata e priva di acidi e conservarlo in un sacchetto di polietilene sigillato. La mussola grezza ben lavata può sostituire il tessuto. Bisognerebbe evitare i materiali a base di gomma poiché possono causare un ingiallimento innaturale dell'avorio ed evitare di conservare o esporre l'avorio vicino a radiatori, tubi di calore, finestre esterne e luci a incandescenza poiché possono causare un'essiccazione eccessiva e sbalzi di temperatura.

## Conservazione e restauro

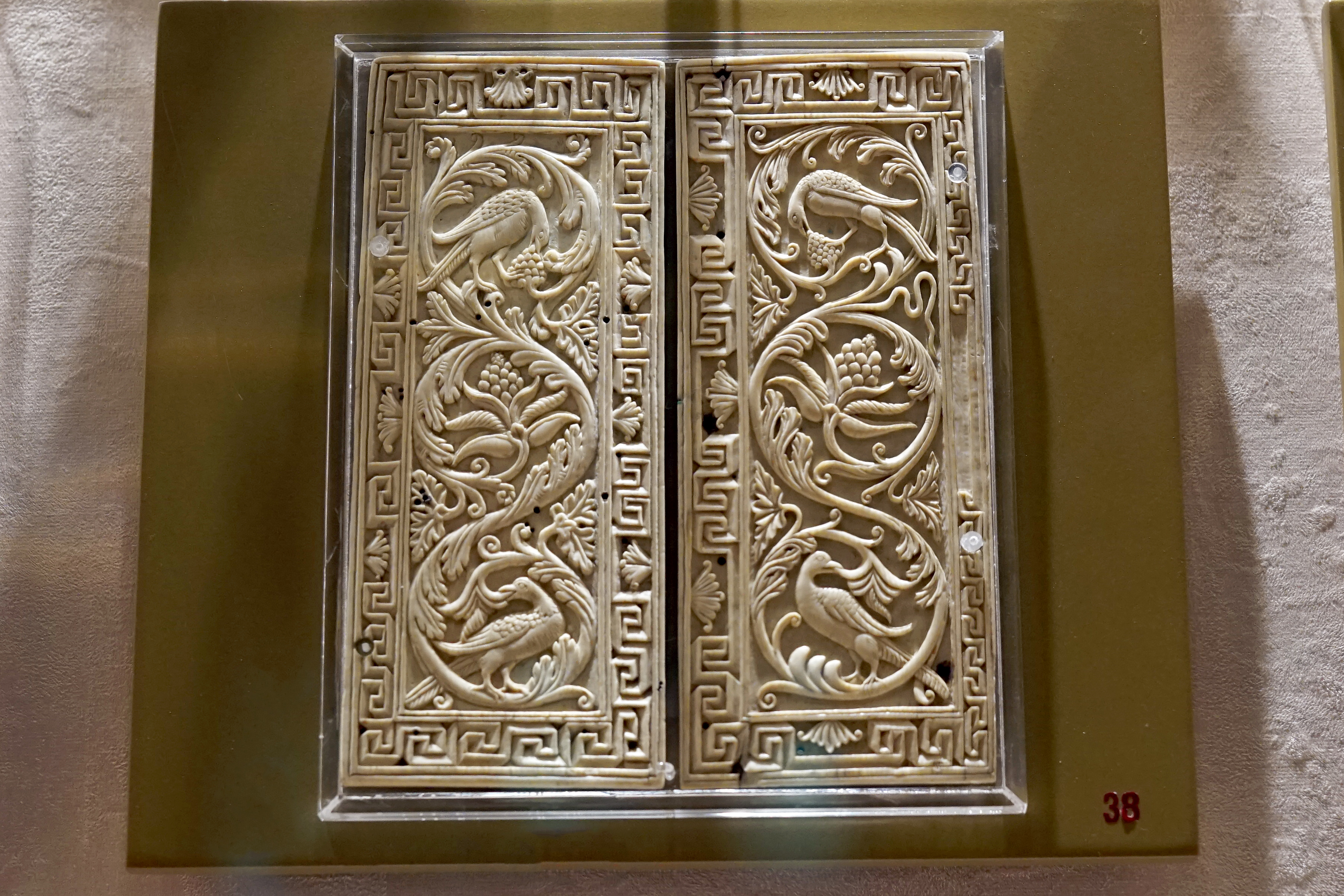
Dittico in avorio con uccelli e racemi, IX sec.

### Pulizia
Se l'oggetto in avorio è in buone condizioni stabili, è opportuno pulire la superficie dallo sporco.
Se la spolverata non è sufficiente, l'avorio può essere pulito con una miscela di acqua e sapone neutro (come Ivory Snow o WA Paste). Non bisognerebbe immergere mai l'avorio poiché l'acqua potrebbe rendere più visibile lo sporco inglobandolo in crepe o pori.
Molti liquidi possono essere distruttivi per l'avorio, quindi bisognerebbe evitarli o contattare un professionista.

### Trattamenti di stabilizzazione e strutturali
Bisognerebbe evitare gli adesivi da banco quando si riparano le crepe o le rotture dell'avorio. Queste riparazioni sono difficili e l'uso di adesivi scadenti può provocare macchie sull'avorio e un indebolimento nel momento in cui si verifica l'invecchiamento degli adesivi.
Rotture e crepe possono essere storicamente importanti e mostrare l'uso dell'oggetto. Riparazioni non necessarie possono comportare la perdita di tali informazioni storiche. Contattare un conservatore prima di effettuare qualsiasi riparazione strutturale può essere utile ad evitare la perdita di tali preziose informazioni.

### Trattamenti superficiali
Si dovrebbero evitare cere o altri rivestimenti protettivi poiché possono invecchiare nel tempo provocando l'ingiallimento o lo scurimento della superficie dell'avorio. Possono anche oscurare dettagli della superficie che potrebbero essere importanti per l'oggetto. I rivestimenti protettivi possono diventare difficili o addirittura impossibili da rimuovere senza danneggiare l'oggetto.
Se possibile si dovrebbe rimuovere trattamenti superficiali instabili e farlo con solventi adeguati.

### Intervento
Soprattutto in contesti archeologici, il trattamento interventivo può in alcuni casi essere considerato necessario. Tale intervento è governato dall'etica della conservazione, in particolare dai principi di reversibilità e di intervento minimo. I possibili trattamenti comprendono la riduzione dei sali per prevenirne l'ulteriore deterioramento, ed il consolidamento delle componenti delaminanti e friabili. Qualsiasi trattamento dovrebbe essere intrapreso da un professionista della conservazione.

### Identificazione dell'avorio e dei trattamenti precedenti

#### Esame visivo
L'esame visivo è un metodo molto utile per identificare l'avorio. Utilizzando le caratteristiche della varietà di avorio elencate oltre alle immagini e ai campioni, spesso è possibile identificare il tipo di avorio. È utile considerare le dimensioni dell'oggetto, se è una sezione lunga e ininterrotta potrebbe essere avorio proveniente da un elefante o un mammut. Il peso è un altro indicatore poiché l'avorio e l'osso sono più pesanti di conchiglie, corno, plastica e miscele composite.

#### Esame ultravioletto
Utilizzando la luce ultravioletta, sarà possibile determinare in modo non distruttivo se l'oggetto in questione è fatto totalmente di avorio o è costituito da un altro materiale. La luce ultravioletta a onda lunga emetterà fluorescenza in colori assortiti o assorbirà la luce che aiuterà a caratterizzare il materiale. L'avorio emetterà una fluorescenza di colore bianco-bluastro, così come le ossa e il guscio degli animali (tartaruga e altri). L'avorio vegetale emetterà una fluorescenza di colore leggermente arancione e l'avorio di plastica assorbirà la luce facendolo apparire blu opaco.
La luce ultravioletta può essere utilizzata anche per vedere i materiali di conservazione precedenti e il lavoro svolto sull'avorio insieme alla possibile pigmentazione.

#### Spettroscopia infrarossa in trasformata di Fourier
"La spettroscopia infrarossa in trasformata di Fourier (FTIR) è un metodo analitico che caratterizza il materiale organico in base all'energia emessa dai legami di specifici composti chimici che formano la composizione di un campione quando sottoposto a radiazione infrarossa."
La FTIR può differenziare l'avorio da altri materiali, ad eccezione dell'osso, poiché hanno una composizione chimica simile. Può anche aiutare a identificare la composizione chimica di eventuali pigmenti utilizzati sull'avorio insieme alle precedenti miscele e materiali utilizzati per la conservazione o il restauro dell'oggetto.

#### Radiografia X
I raggi X possono essere utilizzati per individuare il tipo di avorio di un oggetto, se ci sono due pezzi di avorio separati attaccati l'uno all'altro, se ci sono chiodi/viti che li tengono insieme inserite dai suoi creatori originali per lavori di restauro o altri motivi (ad esempio la riparazione dopo un danno).

#### Analisi del DNA
L'analisi del DNA è un metodo di identificazione più preciso in quanto può identificare se l'oggetto in questione è formato da avorio proveniente da un elefante africano o asiatico e persino se proviene da aree specifiche all'interno di un paese a cui l'avorio potrebbe appartenere. Questo metodo richiede un piccolo campione di avorio in cui il DNA mitocondriale e microsatellite può essere isolato e confrontato.

## Preoccupazioni etiche
Con il drammatico declino della popolazione di elefanti africani e asiatici e il bracconaggio, ci sono alcune leggi e regolamenti per l’avorio.

### Leggi
- Il Lacey Act (1900 e successive modifiche) vieta il commercio di fauna selvatica catturata in violazione di qualsiasi legge o regolamento statale o straniero su di essa. Ciò influisce sul commercio inter-statale.
- L'Endangered Species Act (1973) mira a prevenire l'estinzione delle specie autoctone e straniere. Vieta l'importazione di parti e prodotti di elefanti negli Stati Uniti se non a determinate condizioni. I manufatti scolpiti nell'avorio di elefante possono viaggiare legalmente se hanno documentazione che dimostri la sua provenienza antecedente al 1973.
- La Convenzione sul commercio internazionale delle specie minacciate di estinzione (CITES) è composta da 180 paesi ed è stata concepita per eliminare il commercio illegale di animali, delle loro parti e dei prodotti associati al loro contrabbando. Le normative CITES non sostituiscono le leggi nazionali e dispongono di un sistema di controllo dell'avorio incentrato sul commercio.
- L'African Elephant Conservation Act (1988) vieta l'importazione di avorio grezzo o lavorato negli Stati Uniti con alcune eccezioni. Ha inoltre istituito un programma di sovvenzioni che finanzia il lavoro di conservazione degli elefanti[4].

### Norme sui trasporti
A partire dal 2016, negli Stati Uniti sono state introdotte nuove normative relative all'avorio di elefante africano e asiatico. È importante comprendere non solo le leggi federali ma anche quelle statali, poiché possono differire.

#### Avorio di elefante africano

##### Importazione
Scopi commerciali: è illegale importare avorio di elefante africano (grezzo, lavorato, antico o nuovo di zecca) negli Stati Uniti per qualsiasi scopo commerciale.
Scopi non commerciali: se l'avorio è stato rimosso dalla natura prima del 26 febbraio 1976 ed è stato altrimenti acquisito legalmente, quanto segue può essere importato negli Stati Uniti per scopi non commerciali.
- Strumenti musicali
- Oggetti che fanno parte di un trasloco familiare o che fanno parte di un'eredità
- Non più di due trofei di caccia sportiva all'anno (i trofei devono avere un permesso appropriato rilasciato dal paese che ospita la caccia)[16].

##### Vendita ed esportazione
Scopi commerciali: per esportare commercialmente un oggetto contenente avorio deve qualificarsi come antico, come definito dall'Endangered Species Act.
- L'oggetto non è stato riparato o modificato con avorio o qualsiasi altra parte di una specie protetta a livello federale dal 1973
- L'oggetto ha almeno 100 anni
- L'oggetto è stato importato prima o dopo il 1982 attraverso uno dei 13 porti appositamente designati per l'antiquariato. Oppure l'oggetto è stato fabbricato negli Stati Uniti con avorio importato legalmente[16].

Scopi non commerciali: per essere idoneo, deve essere un oggetto d'antiquariato come definito dall'ESA, oppure essere stato creato prima del 1979 e da allora non è stato più acquistato o venduto. Secondo la legge federale, è ancora illegale esportare avorio grezzo di elefante africano per qualsiasi scopo (commerciale o non commerciale).
Commercio inter-statale: per essere idoneo alla vendita legale oltre i confini statali, deve soddisfare le leggi degli Stati interessati ed essere un oggetto d'antiquariato come definito dall'ESA oppure deve essere stato legalmente importante negli Stati Uniti prima del 1990 e contenere solo una piccola quantità di avorio (ad eccezione de minimis).
Commercio intra-statale: secondo la legge federale, se l'articolo è stato importato legalmente prima del 1990 o con un certificato pre-convenzione CITES, può essere venduto all'interno di uno Stato, se è conforme anche alle leggi statali e locali pertinenti.

#### Avorio di elefante asiatico

##### Importazione, esportazione e commercio interstatale
È legale se soddisfa i seguenti criteri:
- L'oggetto non è stato riparato o modificato con avorio o qualsiasi altra parte di una specie protetta a livello federale dal 1973
- L'oggetto ha almeno 100 anni
- L'oggetto è stato importato prima o dopo il 1982 attraverso uno dei 13 porti appositamente designati per l'antiquariato. Oppure l'oggetto è stato fabbricato negli Stati Uniti con avorio importato legalmente[16].

##### Commercio intra-statale
Un avorio antico può essere venduto all'interno di uno Stato solo se dispone della documentazione CITES che attesta che è stato importato prima del 1975.

#### Mostra itinerante
L'avorio lavorato di elefante africano può essere importato come parte di una mostra itinerante se è stato legalmente acquisito prima del 26 febbraio 1976, non è stato trasferito da una persona a un'altra per guadagno finanziario o profitto dopo il 25 febbraio 2014, o la persona/gruppo (e/o l'avorio stesso) è accompagnato dal certificato di mostra itinerante CITES o da documenti equivalenti che soddisfino i requisiti. L'avorio grezzo di elefante africano non può essere importato come parte di una mostra itinerante.